# 马克·克罗
马克·哈维·克罗（英語：Mark Harvey Crow，1954年10月22日—），美国NBA联盟前职业篮球运动员。他在1977年的NBA选秀中第6轮第1顺位被新泽西篮网选中。